# Palais de la Méditerranée
Ne doit pas être confondu avec Palais de la Mer.
Le Hyatt Regency Nice Palais de la Méditerranée, couramment appelé Palais de la Méditerranée est un luxueux complexe hôtelier ainsi qu'un casino, sis aux numéros 13 et 15 de la promenade des Anglais à Nice, dans le département français des Alpes-Maritimes, en région Provence-Alpes-Côte d'Azur. Il est la propriété de Constellation Hotels Holding et est exploité par la chaîne internationale d'hôtels Hyatt Hotels. Le casino est quant à lui géré par le Groupe Partouche.
Sa façade principale sur la promenade des Anglais et la façade en retour sur la rue du Congrès ont été classées au titre des monuments historiques par arrêté du 18 août 1989. Les façades de l'édifice ont reçu le label « Patrimoine du XXe siècle ».

## Historique

### Construction et inauguration du casino
Après la Première Guerre mondiale, la riche clientèle hivernante est de retour, les hôtels collinaires tombent en désuétude au profit des nouveaux palaces installés le long du bord de mer. La vogue est aux bains de mer et aux jeux de hasard. Durant ces Années folles, Nice compte déjà deux grands établissements de loisirs : la Jetée-Promenade et le casino municipal. En 1920, dans l'esprit des décideurs économiques, un troisième « Palais des Fêtes » s'impose pour fidéliser la clientèle. Le projet prend forme grâce au financier Frank Jay Gould, et à l'expérience de l'hôtelier Joseph Aletti et du casinotier Edouard Baudoin qui ont la volonté d’édifier le casino le plus beau du monde. Après concours, sa construction est confiée au cabinet d'architectes Dalmas Père et fils.

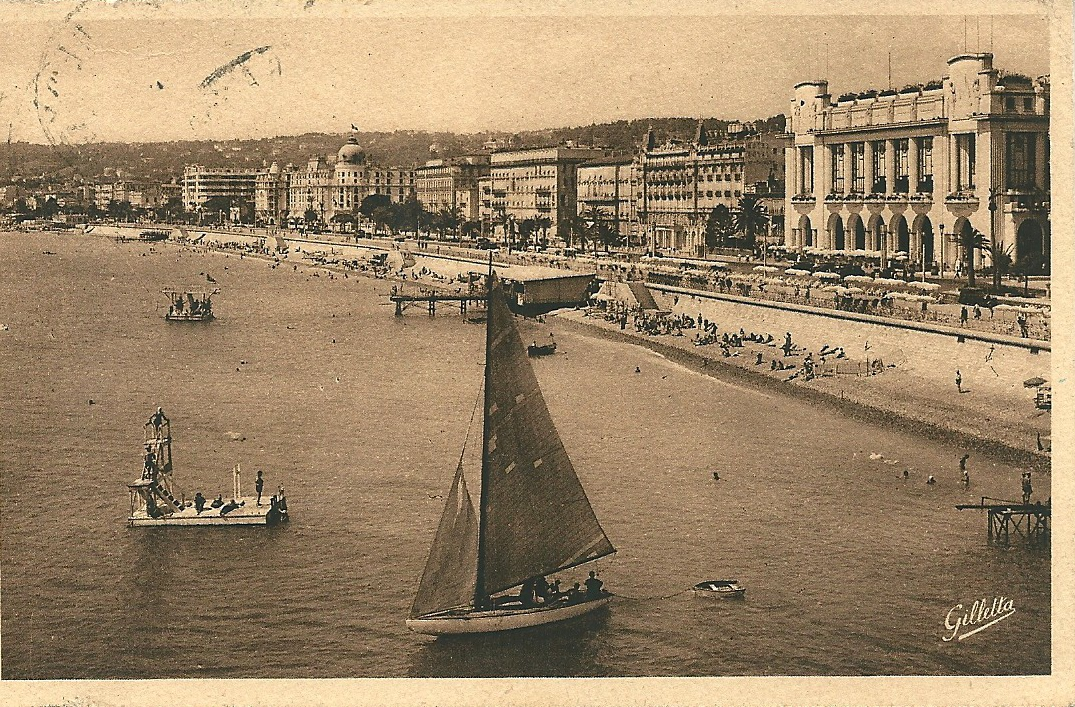
Les hôtels en front de mer de Nice au début du XXe siècle, dont le Palais au premier plan à droite.

Le programme est d'envergure. Trente millions de francs sont nécessaires à sa construction et à son aménagement. Le chantier, qui s'étalera de 1927 à 1928, fournit du travail à 350 ouvriers. Le plan utilisé rappelle celui de la façade de l'Opéra de Paris. Le résultat est impressionnant : l'usage du béton armé permet des élévations et des portées jamais égalées jusque-là. Les façades et sa décoration intérieure sont entièrement Art déco (le hall d'entrée, l'escalier imposant en marbre blanc, les énormes baies vitrées en vitraux, les bois précieux et les lustres en cristal). La façade sud est décorée de figures féminines et de chevaux marins sculptés par Antoine Sartorio.
Le soir, les façades éclairées par des projecteurs, donnent au casino « l’effet d’un véritable palais des Mille et Une Nuits ». La pleine exploitation du palais s’effectue en deux temps. Le 10 janvier 1929, une première inauguration a lieu avec l'ouverture du théâtre et du restaurant, puis une deuxième, deux semaines plus tard, avec l'inauguration des salles de boule et de baccara. Ces deux soirées inaugurales sont saluées par la presse comme l’événement majeur de la saison touristique.

### Difficultés financières, affaire Agnès Le Roux et démolition
En 1934, le bâtiment est modernisé, et perd son caractère Art déco à partir de la Seconde Guerre mondiale. Deux familles niçoises détiennent 50 % des parts du casino, et l'autre partie du « PM » appartient à Henri Le Roux, et à partir de son décès en 1967, à la famille Le Roux, à savoir Mme Renée Le Roux (née Bousquet le 22 décembre 1922, décédée le 6 juin 2016, et veuve depuis 1967 d'Henri Le Roux, riche homme d'affaires né en 1899) et ses quatre enfants, Patricia, Catherine, Jean-Charles et Agnès, propriétaires en indivision. À la suite d'une gestion hasardeuse, de difficultés financières et de l'affaire Agnès Le Roux, la société d'exploitation est mise en liquidation judiciaire en 1978. Il fut par la suite racheté par des investisseurs qui souhaitaient le raser. C'est ainsi qu'en 1981, le décor et le mobilier du palais sont vendus aux enchères ainsi que ses fameux vitraux.

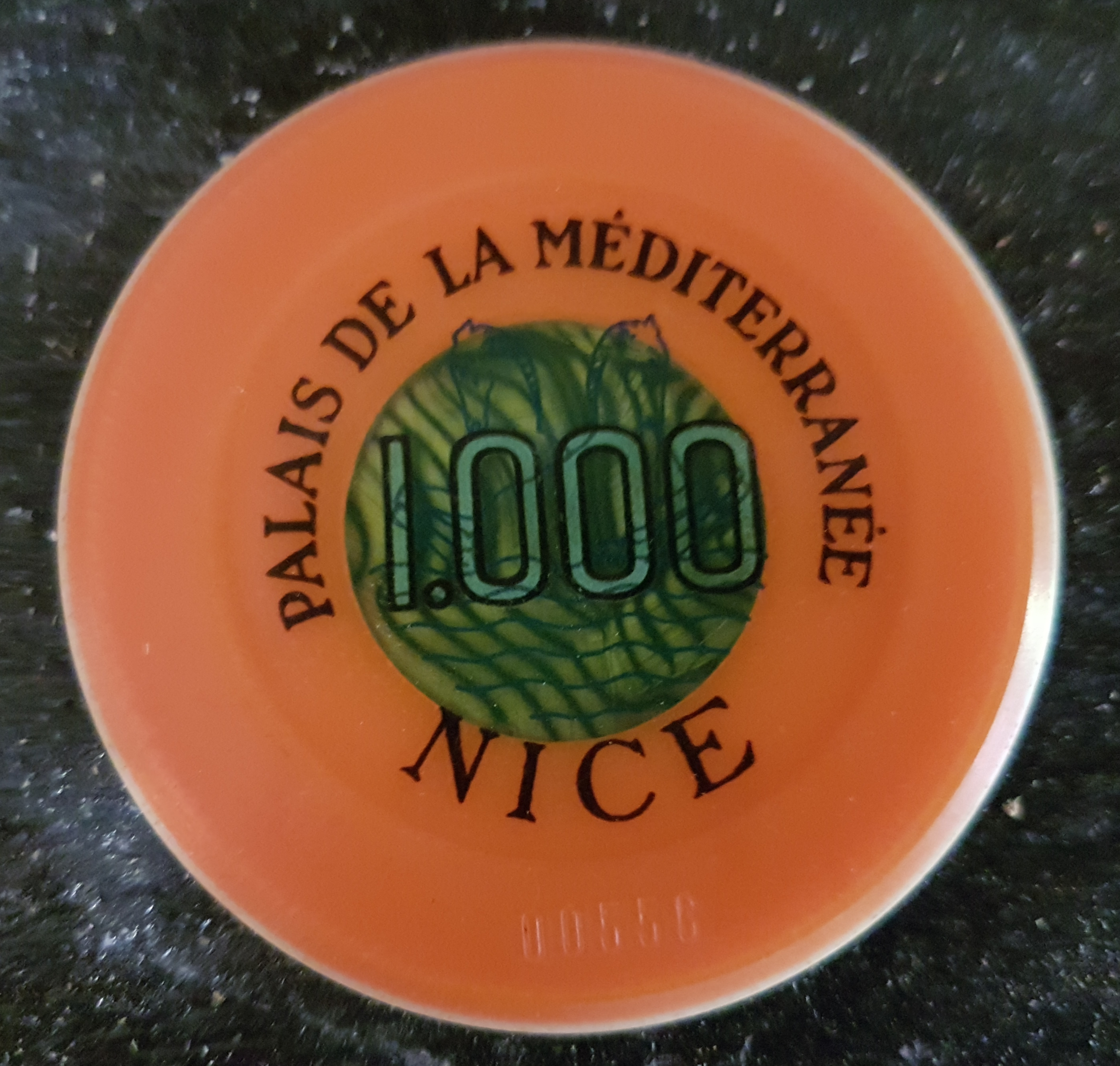
Jeton du Casino Palais de la Méditerranée de 1978.

À l'exception de deux de ses façades, le casino est entièrement démoli en mai 1990. Sensible aux arguments des écrivains Michel Butor et Max Gallo, mobilisés avec diverses associations de défense, Jack Lang, alors ministre, avait décidé du classement de la façade Art déco in extremis.

### L'hôtel et casino Palais de la Méditerranée
En 2001, la Société hôtelière du palais de la Méditerranée et la Société du Louvre investissent 120 millions d'euros pour sa reconstruction, sur incitation de l'homme d'affaires Jean-Frantz Taittinger. Cependant, les droits à construire tombent mi 2001, c'est pourquoi les banques contactent Françoise Mahiou afin de reprendre les études d'ingénierie et les travaux nécessaires à l'existence de ce nouveau projet : Palace plus Casino. Fin 2002, le Groupe Partouche obtient la gestion du futur casino du Palais. Pour sa réouverture, le 4 janvier 2004, le Palais de la Méditerranée intègre le groupe Concorde Hotels & Resorts (qui sera racheté en 2005 par Starwood Capital Group). Désormais, c'est un complexe hôtelier de luxe avec restaurants, solarium, piscines et vue panoramique ainsi qu'un casino. Il dispose également d'une salle de spectacle.
En juin 2012, la presse annonce que l'hôtel va être cédé, en plus du Martinez à Cannes, de l'hôtel du Louvre et du Concorde Lafayette, à des investisseurs du Qatar. Cette vente est annoncée le 1er février 2013. L'hôtel est désormais détenu par Constellation Hotels Holding, une société de gestion basée au Luxembourg et contrôlée par des capitaux qatariens. Dans le même temps, la chaîne hôtelière américaine Hyatt est choisie comme exploitant. L'hôtel prend peu après le nom de Hyatt Regency Nice Palais de la Méditerranée.

Le Palais de la Méditerranée, vu de nuit depuis la promenade des Anglais.
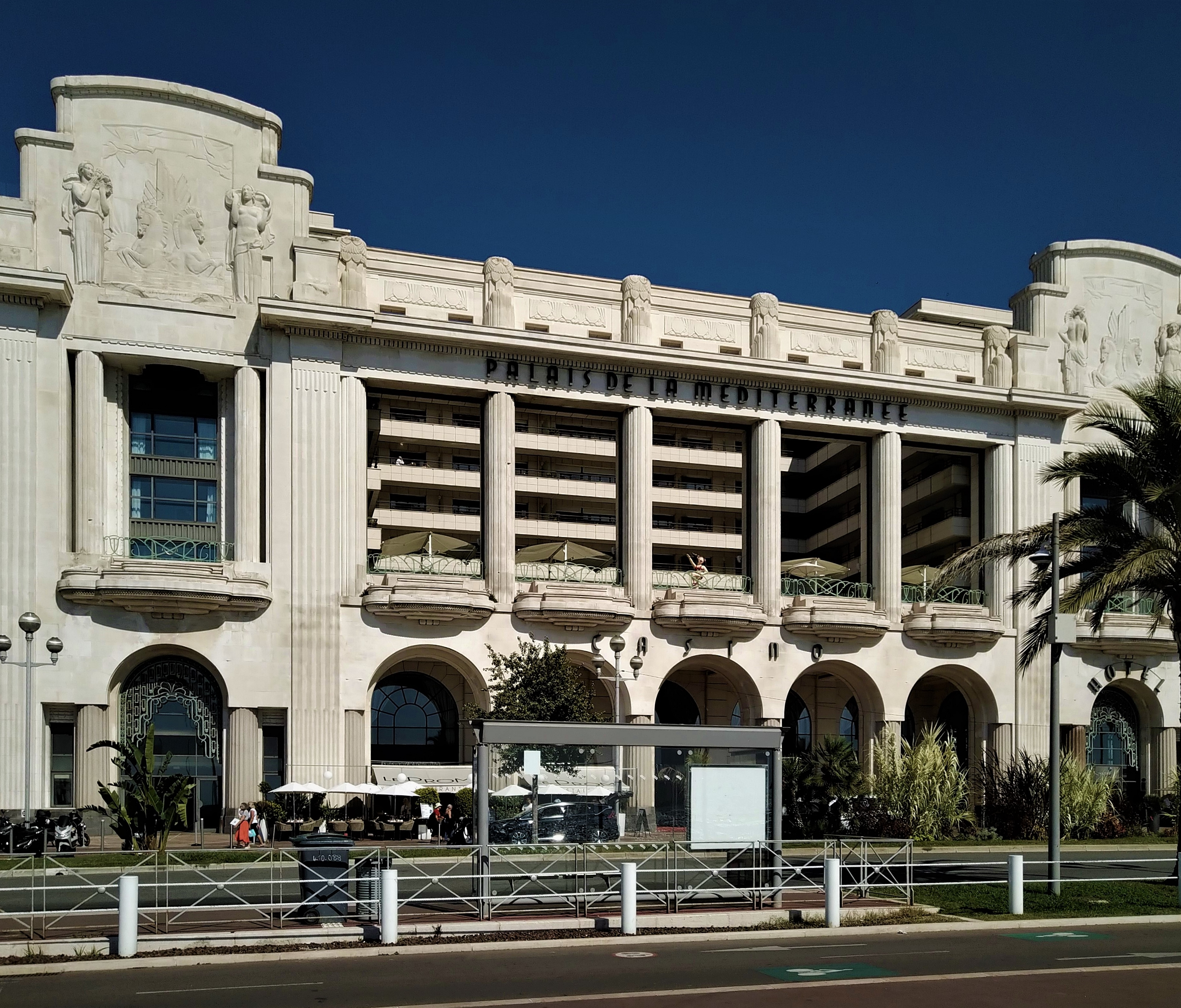
Le Palais de la Méditerranée, vu de jour depuis la promenade des Anglais.
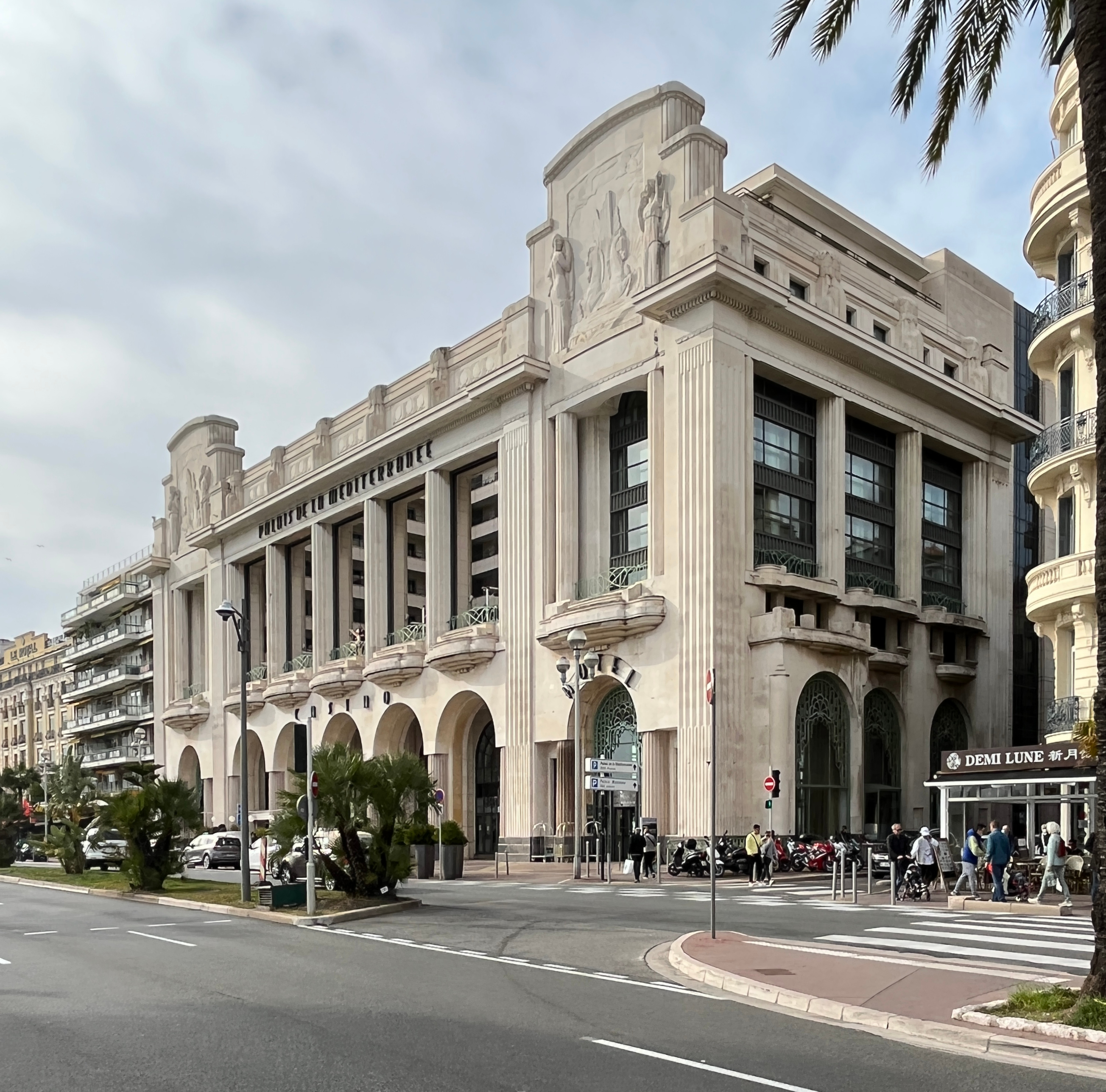
Vue en perspective.
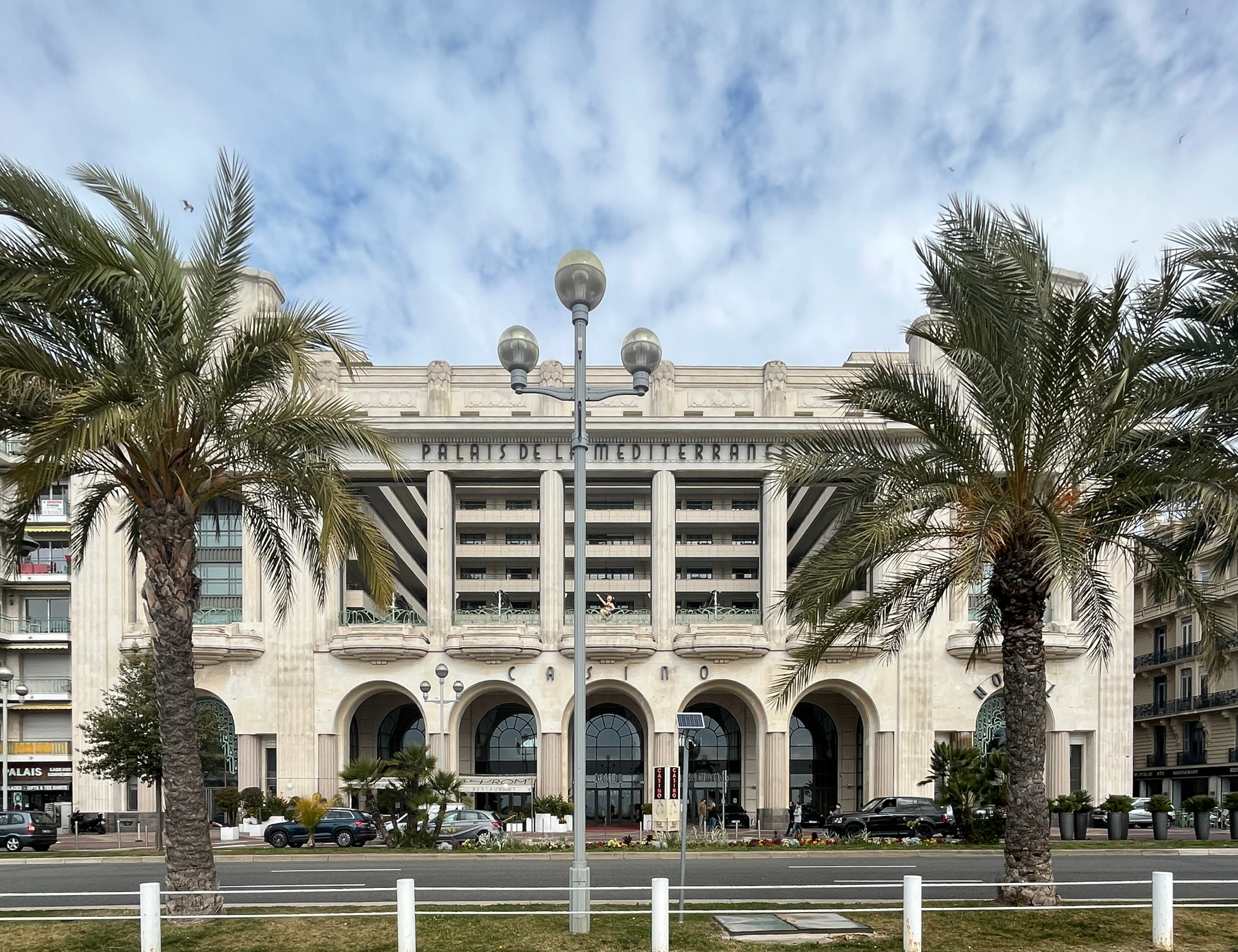
Façade du Palais de la Méditerranée depuis la promenade des Anglais.
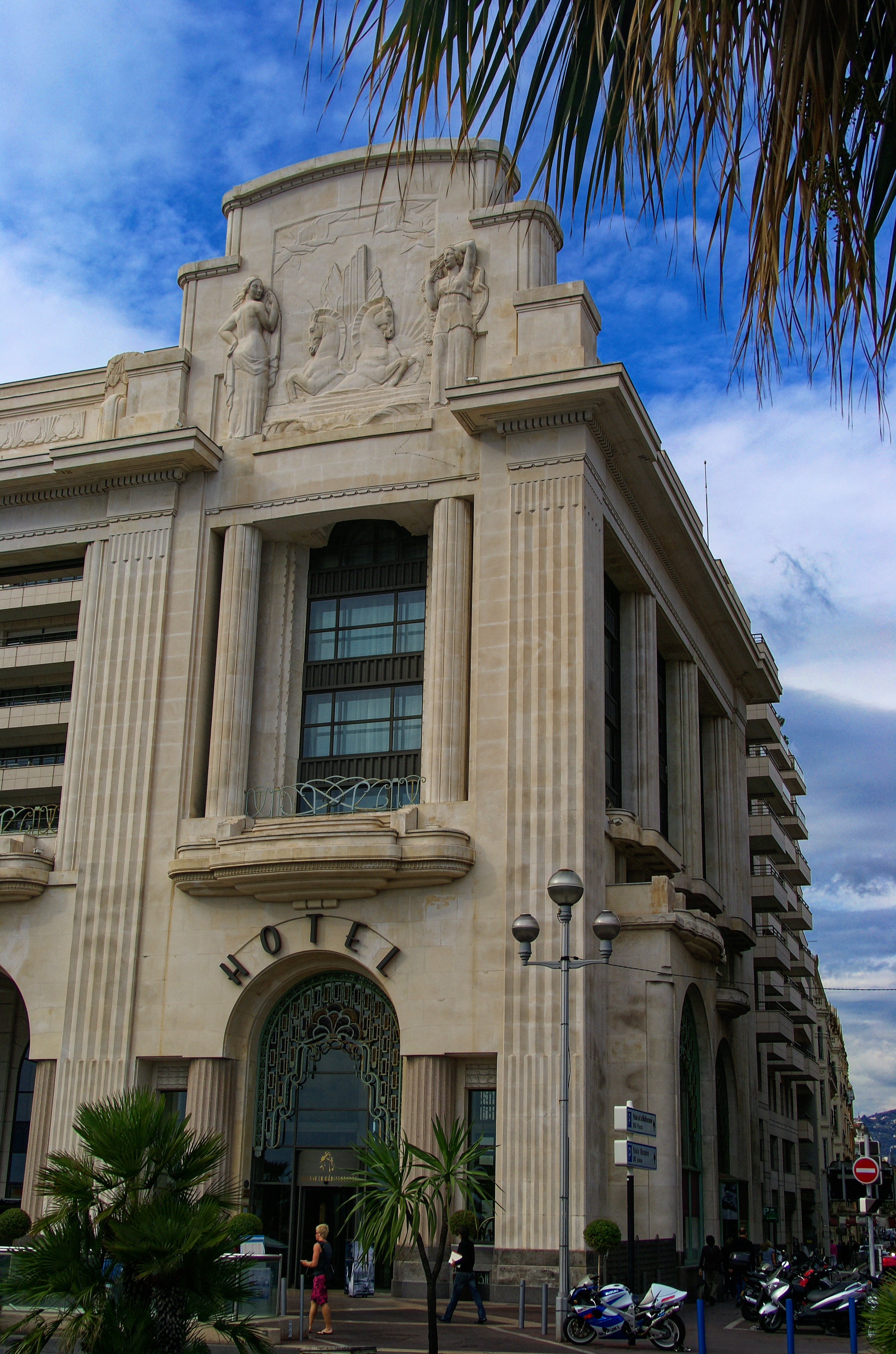
Entrée de l'hôtel.
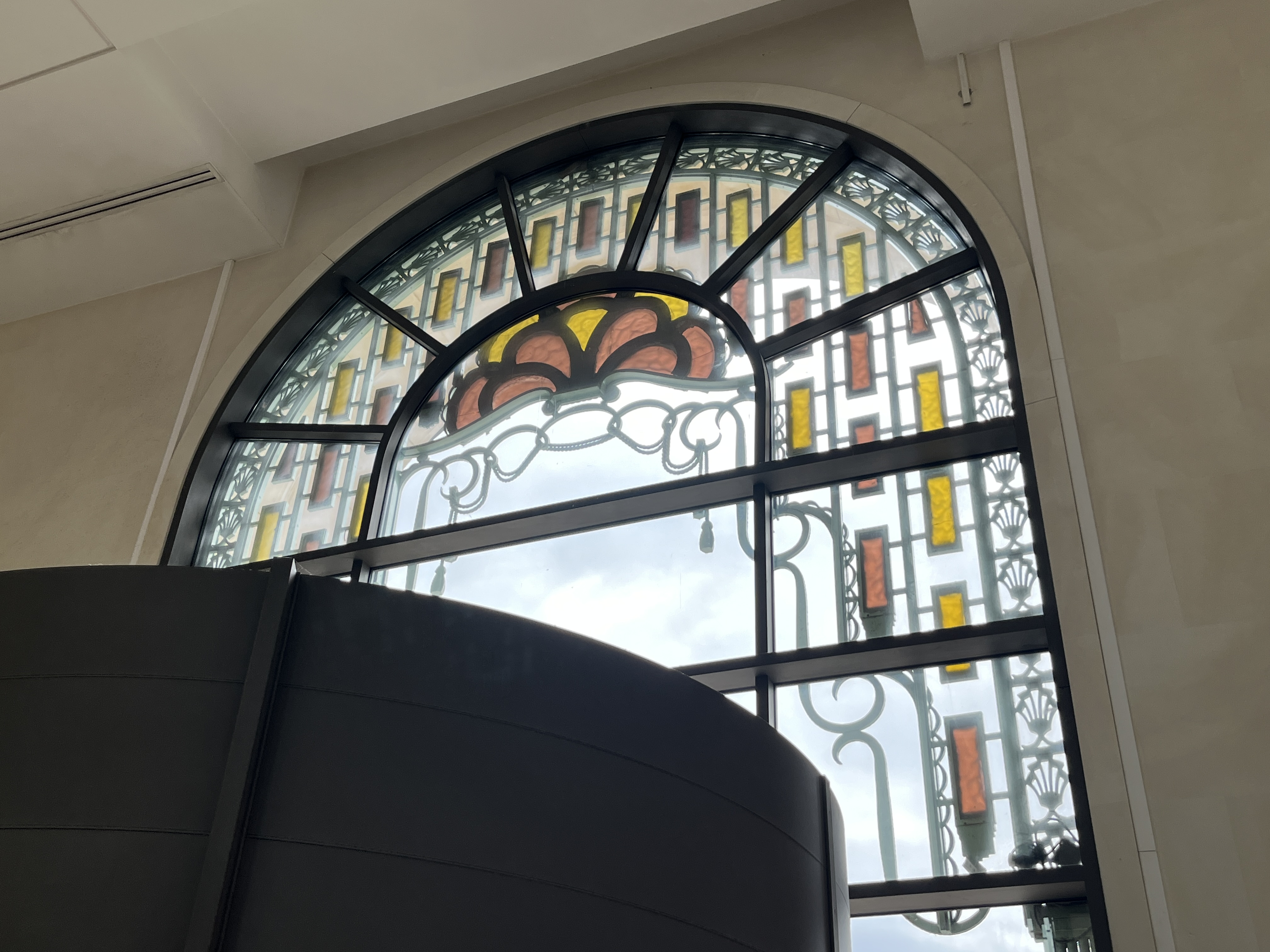
Vitrail au-dessus de l'entrée.
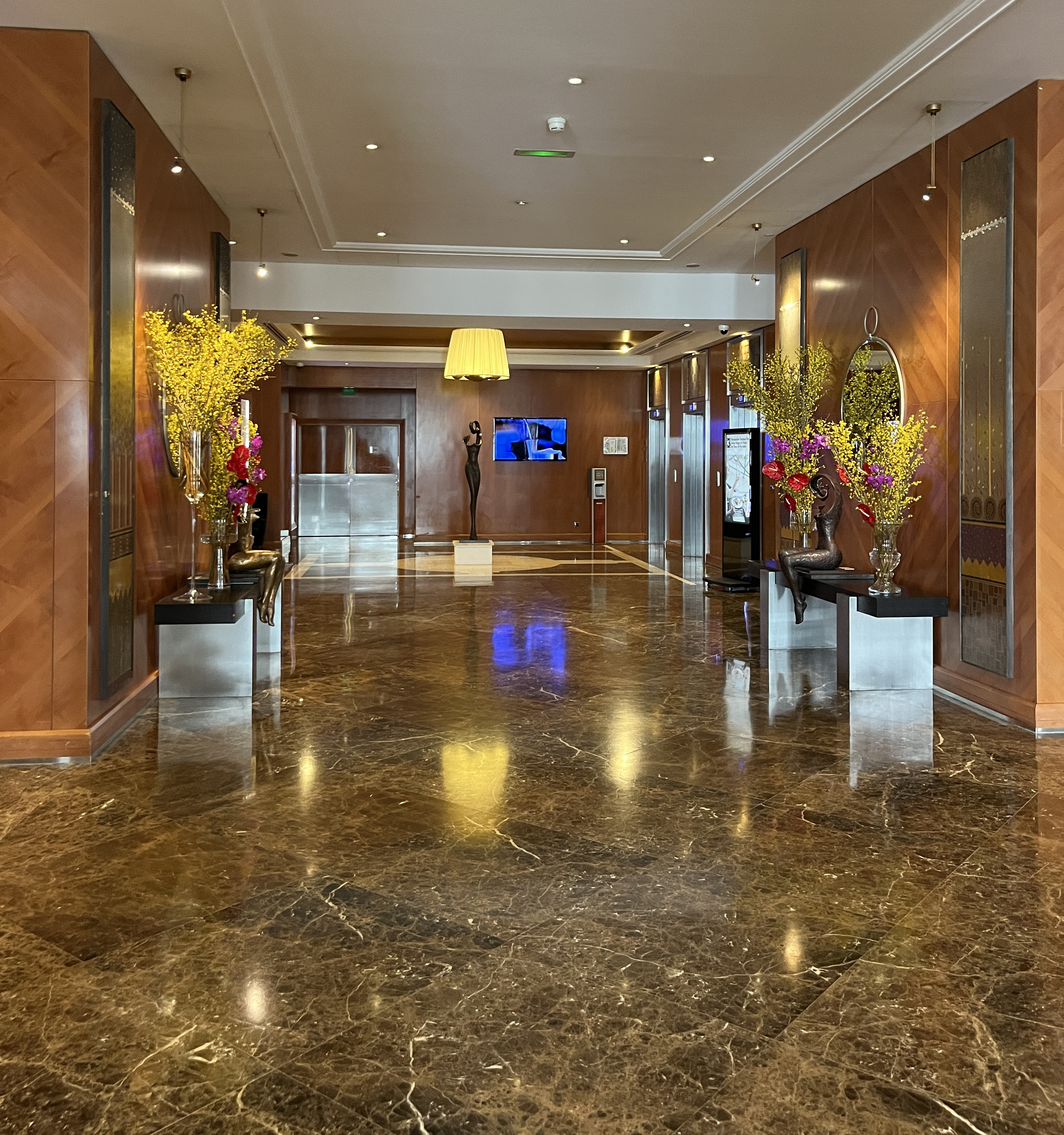
Hall d'entrée.
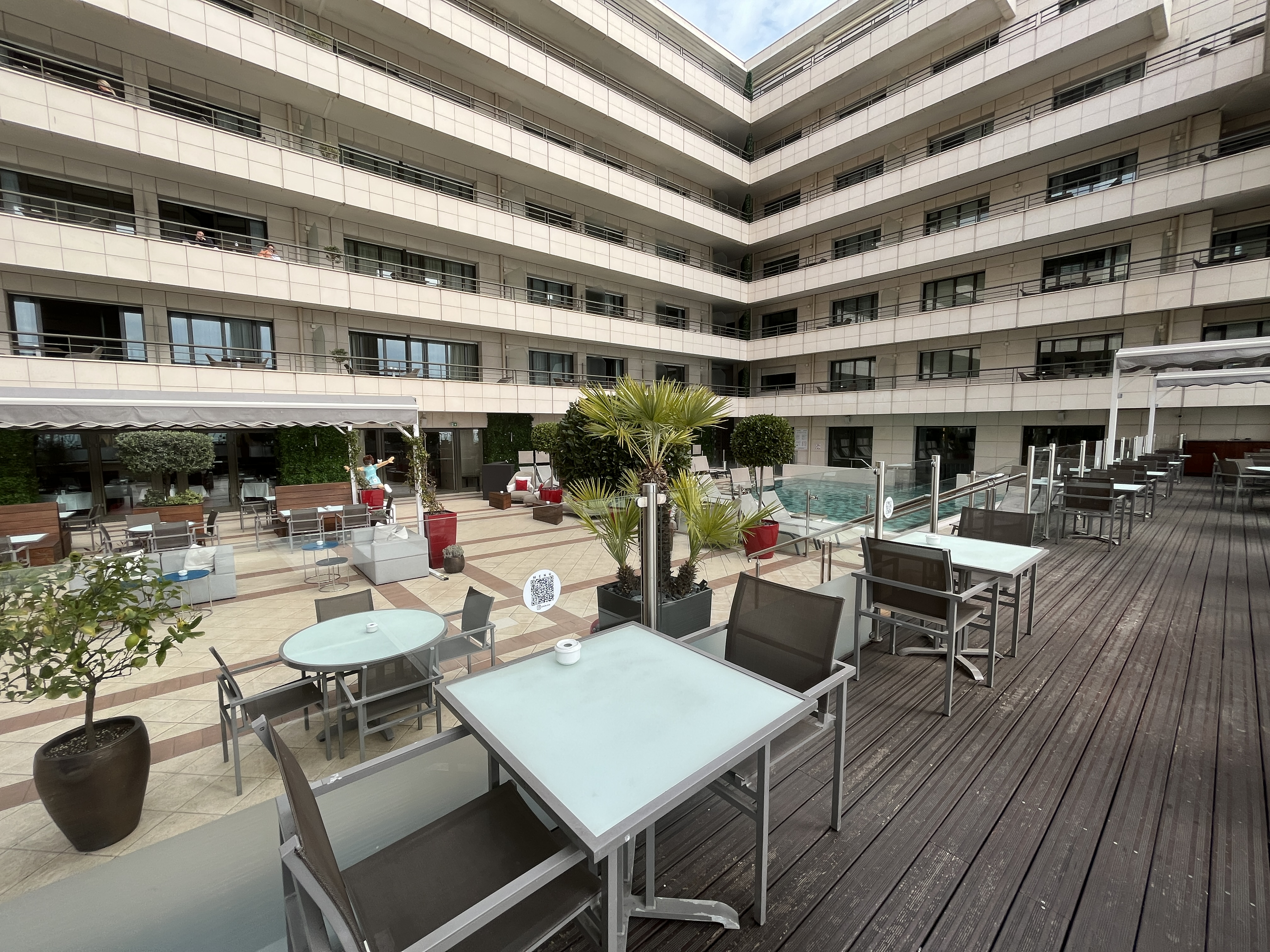
Terrasse intérieure du Palais de la Méditerranée.
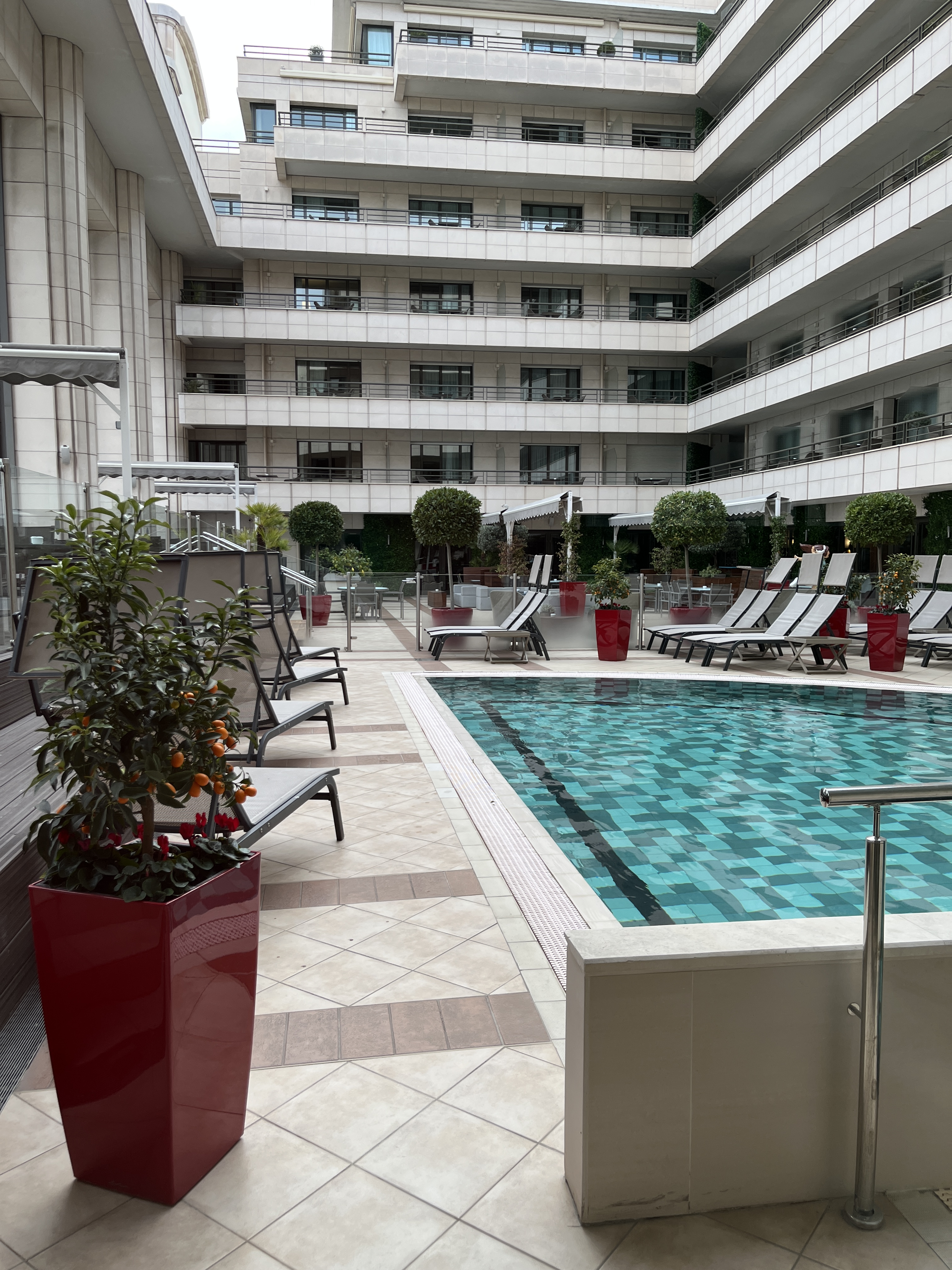
Piscine.
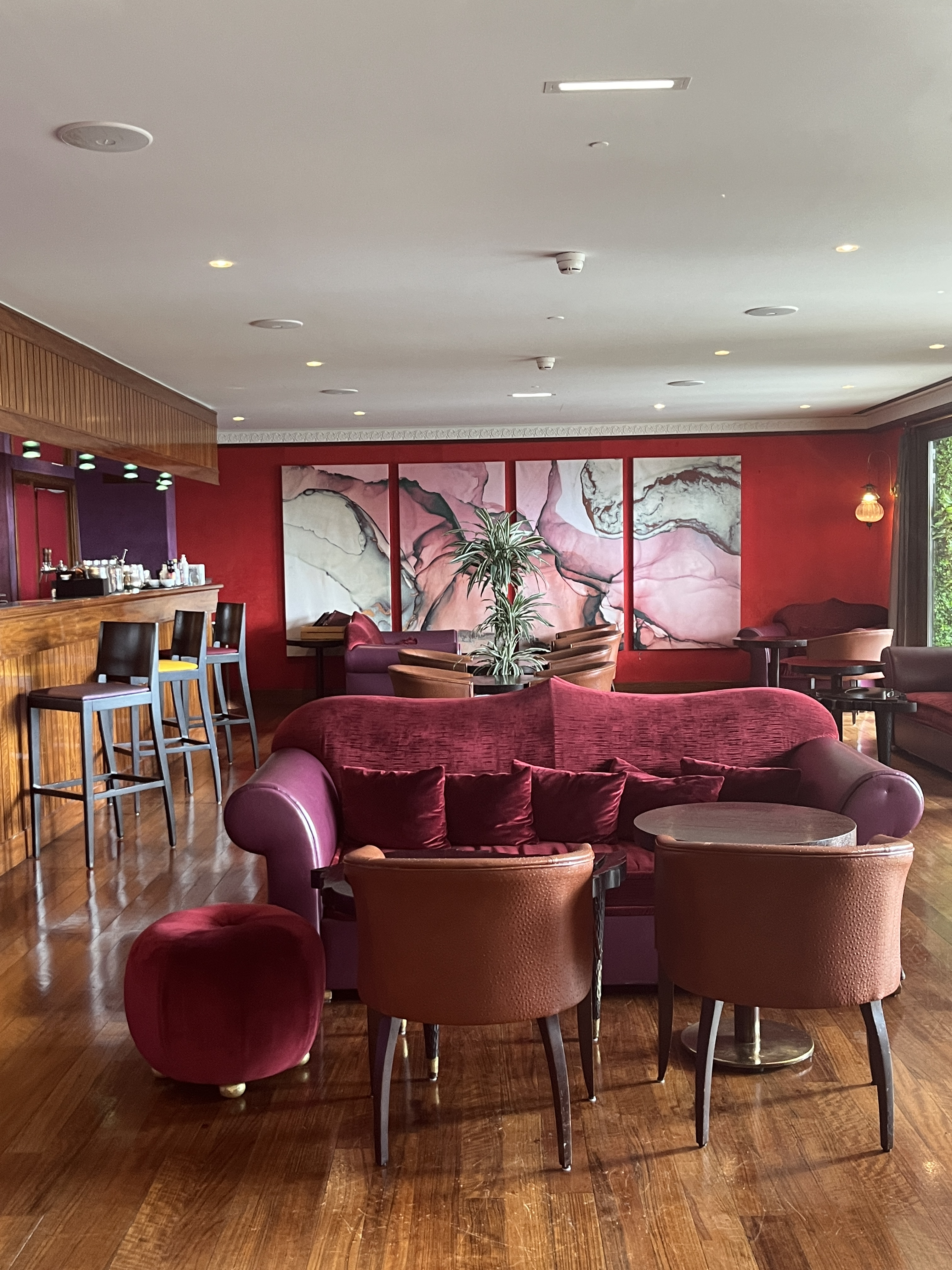
Bar.
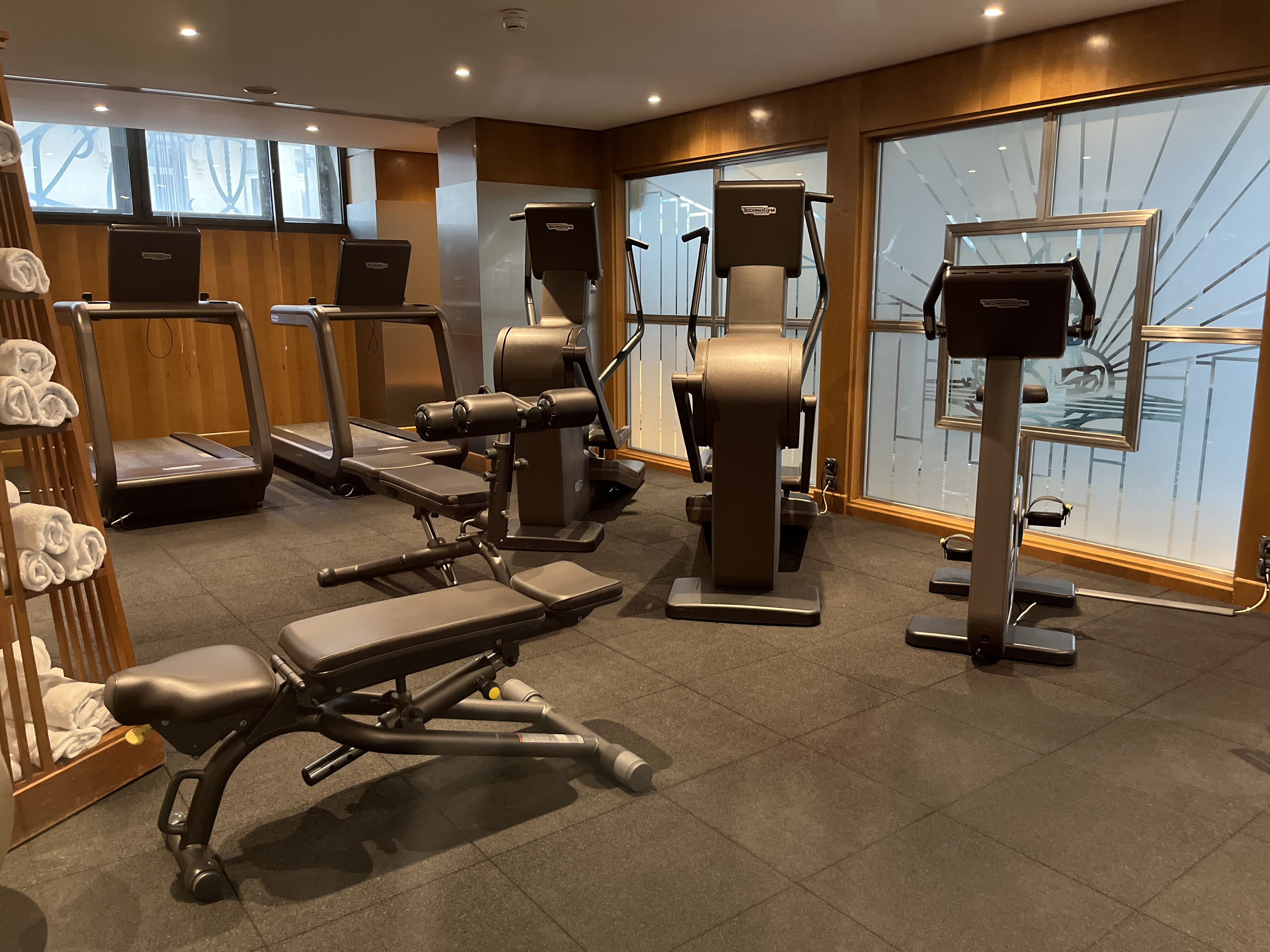
Salle de sport.
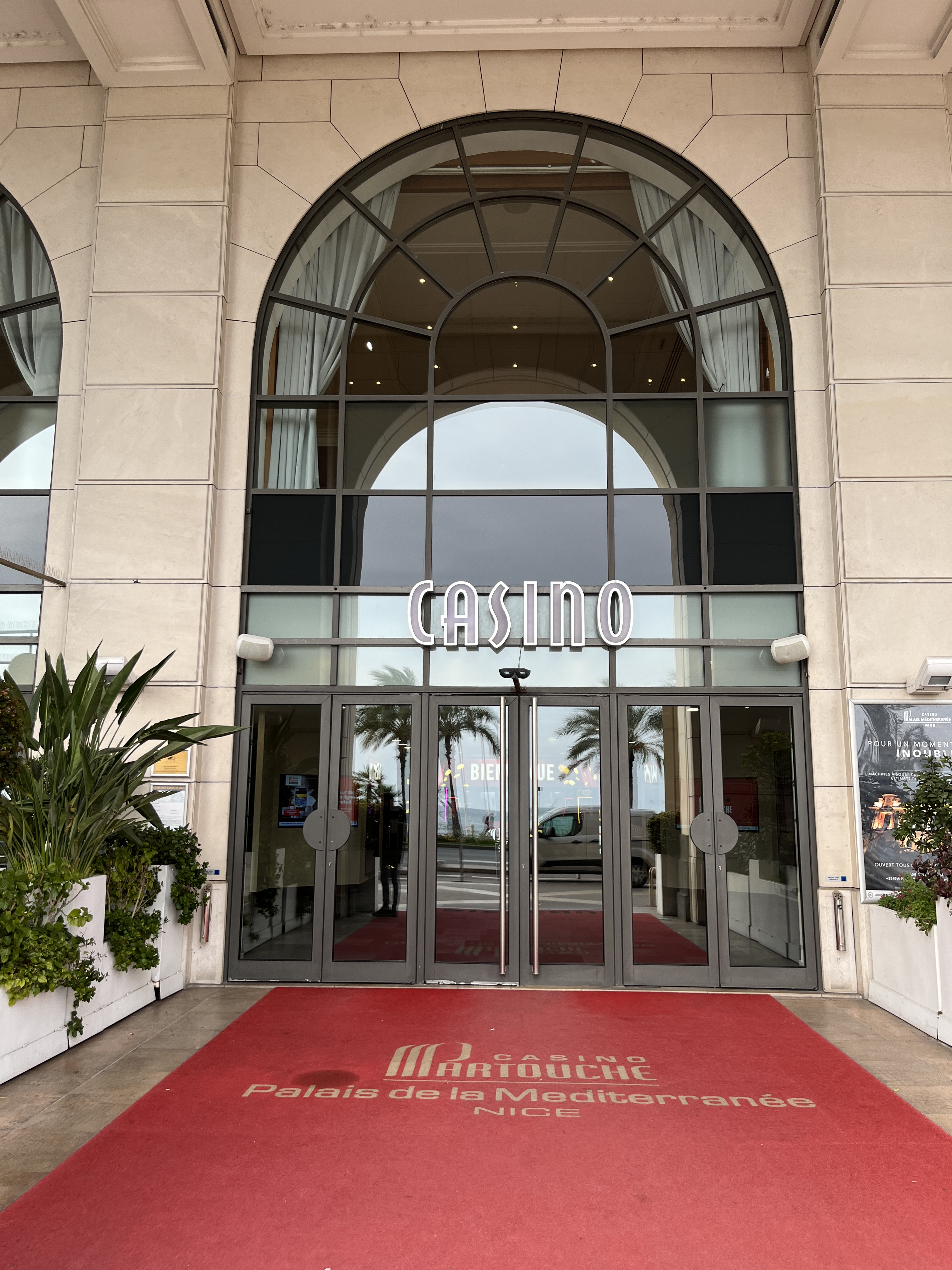
Entrée du casino.

## Caractéristiques

### Hôtel
À la suite de son inauguration en 2004, l'hôtel, géré et exploité par le groupe hôtelier multinational américain Hyatt Hotels, dispose de 187 chambres dont neuf suites décorées par Sybille de Margerie. Il comprend un espace détente restauration dénommé « Le 3e » et constitué d'un restaurant de cuisine méditerranéenne, d'un bar aux influences indiennes ainsi que d'une piscine intérieure-extérieure chauffée toute l'année. L’établissement dispose également de 1 700 m2 d’espaces de réception, répartis en seize salles de réunion.
L'hôtel a officiellement obtenu sa cinquième étoile le 30 septembre 2009.

### Casino
Ouvert 7 jours sur 7, le casino du Palais de la Méditerranée, géré par le Groupe Partouche, comprend 188 machines à sous, deux tables de roulette anglais, trois tables de Black Jack, deux tables d'Ultimate Poker, vingt huit postes de roulette électronique et sept postes de Black Jack électronique, ainsi que plusieurs espaces de réception et deux restaurants dénommés « Le Prom' » et « Le Bar ». Il propose également une salle de spectacle de plus de 1 000 places assises où se produisent les chanteurs et comiques du moment.